# Talsperre Belesar
Die Talsperre Belesar (spanisch Presa de Belesar) ist eine Talsperre mit Wasserkraftwerk in der Gemeinde Chantada, Provinz Lugo, Spanien. Sie staut den Miño zu einem Stausee auf. Die Talsperre dient der Stromerzeugung und dem Hochwasserschutz. Sie wurde von 1957 bis 1963 errichtet und durch Franco am 10. September 1963 eingeweiht. Die Talsperre ist im Besitz von Naturgy und wird auch von Naturgy betrieben.

## Absperrbauwerk
Das Absperrbauwerk ist eine doppelt gekrümmte Bogenstaumauer aus Beton mit einer Höhe von 129 (bzw. 132 oder 133) m über der Gründungssohle. Die Mauerkrone liegt auf einer Höhe von 332 m über dem Meeresspiegel. Die Länge der Mauerkrone beträgt 500 m. Die Breite der Staumauer liegt an der Sohle bei 29 m. Das Volumen beträgt 735.000 m³.
Die Staumauer verfügt sowohl über einen Grundablass als auch über zwei Hochwasserentlastungen. Über den Grundablass können maximal 160 m³/s abgeleitet werden, über die beiden Hochwasserentlastungen zusammen maximal 3800 (bzw. 4000) m³/s. Das Bemessungshochwasser liegt bei 4000 m³/s. Die Hochwasserentlastungen befinden sich auf beiden Seiten der Talsperre im Bereich der Widerlager.
Bei der Staumauer tritt das Problem des Aufquellens von Beton infolge einer Alkali-Aggregat-Reaktion (AAR) auf. Dies führt aufgrund der Ausdehnung zu Verformungen und zu Rissbildung im Beton der Staumauer. Als Sanierungsmaßnahme werden möglicherweise vertikale Schlitze in die Staumauer gefräst, um die durch die AAR verursachten Druckspannungen abzubauen.

## Stausee

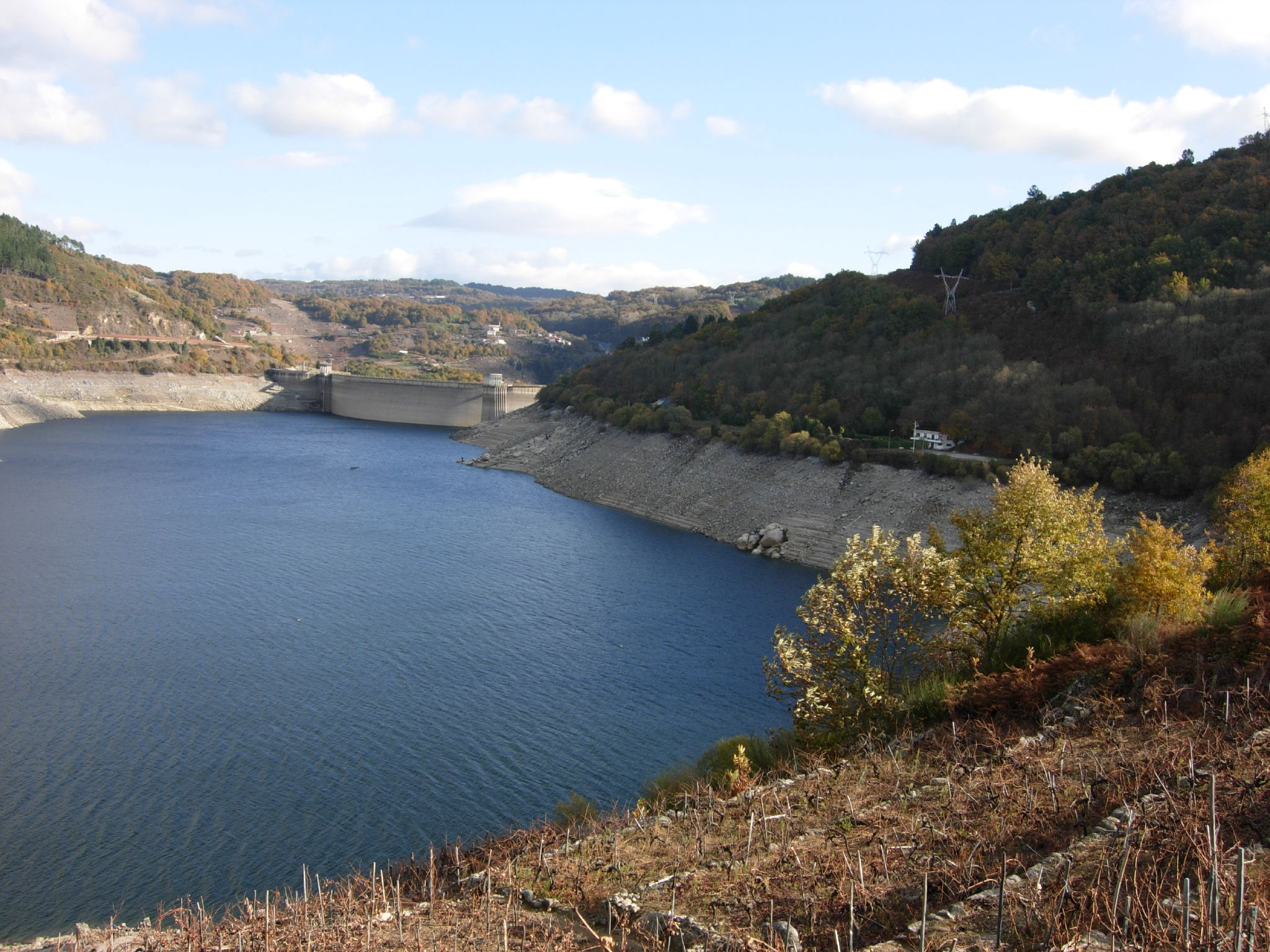
Der Stausee

Beim normalen Stauziel von 330 m erstreckt sich der Stausee (spanisch Embalse de Belesar) über eine Fläche von rund 18,28 (bzw. 19,10 oder 20) km² und fasst 640 (bzw. 655) Mio. m³ Wasser; davon können 606 Mio. m³ genutzt werden.

## Kraftwerk

### Belesar I
Die installierte Leistung des Kraftwerks beträgt 225 (bzw. 227 277 294 oder 300) MW. Die drei Francis-Turbinen befinden sich in einem unterirdischen Maschinenhaus. Die durchschnittliche Jahreserzeugung liegt bei 732 Mio. kWh.

### Belesar II
Die installierte Leistung des Kraftwerks beträgt 20,8 MW; es wurde von 2010 bis 2013 errichtet und am 28. Oktober 2013 eingeweiht. Die zwei Turbinen befinden sich in einem unterirdischen Maschinenhaus und leisten jede maximal 10,4 MW. Die durchschnittliche Jahreserzeugung liegt bei 138 Mio. kWh. Die Kosten für das Projekt werden mit 31 Mio. € angegeben.

### Belesar III
Belesar III ist ein geplantes Pumpspeicherkraftwerk, dessen installierte Leistung bei 208 (bzw. 210 oder 215) MW liegen soll. Dafür sollen Tunnel mit einer Gesamtlänge von 2100 m, ein Wasserschloss sowie zwei Kavernen für die Maschinen und Transformatoren errichtet werden. Als Oberbecken soll der Stausee der Talsperre Belesar dienen, als Unterbecken der Stausee der Talsperre Los Peares. Für das Pumpspeicherkraftwerk sollen 28 Mio. m³ des Stausees genutzt werden; damit können 9 Mio. kWh erzeugt werden.
Die zwei Francis-Pumpturbinen sollen jede maximal 107,5 MW leisten und die zugehörigen Generatoren 125 MVA. Die Nennspannung der Generatoren beträgt 15,75 kV. In der Schaltanlage wird die Generatorspannung mittels Leistungstransformatoren auf 220 kV hochgespannt. Der Durchfluss liegt bei 180 m³/s im Turbinenbetrieb und bei 170 m³/s im Pumpbetrieb.
Die Kosten für das Projekt werden mit 63 Mio. € angegeben.